# Sara Dossena
Sara Dossena (Clusone, 21 novembre 1984) è una maratoneta, mezzofondista e triatleta italiana, plurimedagliata a livello nazionale ed internazionale sia come triatleta (anche nel duathlon) che da atleta.

## Biografia

### Gli inizi con l'atletica e l'esordio in nazionale assoluta
Ha iniziato la pratica dell'atletica leggera all'età di 17 anni (categoria Allieve) nel 2001.
Nel corso della sua carriera ha subito diversi infortuni, soprattutto nelle prime stagioni sportive di atletica. Il primo infortunio più pesante è stato nel 2005 con la microfrattura al V metatarso, ad una settimana degli europei U23 su 10000 metri. Nel 2007 una microfrattura ad un piede, nelle settimane di avvicinamento alla Coppa Europa dei 10000 metri svoltasi proprio in Italia a Ferrara, l'ha costretta ad un lungo periodo di stop. Sono seguiti problemi alla fascia plantare ed un'operazione ala bandelletta ileo-tibiale.
Si è poi gradualmente avvicinata alla pratica degli sport multidisciplinari su consiglio del suo allenatore Alberto Colli e dell'istruttore di triathlon Andrea Re: per mettere a frutto il tempo impiegato pedalando e nuotando durante i periodi di riabilitazione dagli infortuni, piuttosto che allenandosi nella corsa, le proposero infatti di provare col triathlon che comprende proprio nell'ordine il nuoto, il ciclismo e la corsa.
È allenata attualmente da Maurizio Brassini Durante gli anni di atletica è stata seguita da Alberto Colli; nel 2006 si è laureata in Scienze motorie all’Università di Pavia.
Durante il biennio da juniores 2002-2003 ha vinto entrambi i campionati di categoria della corsa in montagna, legittimando la convocazione ai Mondiali juniores di specialità: 17ª (5ª nella classifica a squadre) in Austria ad Innsbruck ('02) e 22ª (7ª a squadre) negli Stati Uniti d'America ad Anchorage ('03).
Poi giunge quarta sui 3000 m ai nazionali universitari del 2004.
Quindi nel 2005 fa doppietta di titoli italiani promesse, diventando campionessa di categoria sia nella corsa campestre (nona assoluta) che nei 10000 metri su pista (quinta assoluta); invece ai campionati italiani under 23 ha vinto la medaglia di bronzo sui 5000 m e nona nei 1500 m.
Il 2006 la vede riconfermare il bronzo sui 5000 m agli italiani promesse, ma soprattutto vincere la medaglia di bronzo nella classifica a squadre (dodicesima nell'individuale) agli Europei under 23 di corsa campestre in Italia a San Giorgio su Legnano.
Nel 2007 dopo aver ottenuto un sesto posto sui 3000 m agli assoluti indoor ed un quarto agli italiani di corsa campestre, vince in Italia la medaglia d'argento nella classifica a squadre (13ª nella prova individuale) della Coppa Europa dei 10000 metri a Ferrara.

### 2008-2013: gli infortuni e il passaggio al duathlon e al triathlon
Durante il biennio 2008-2009 è stata ferma in seguito al susseguirsi di una lunga serie di infortuni.
Nel 2010 ha iniziato a praticare prima lo sport multidisciplinare del duathlon (bici e corsa) per poi passare al triathlon (nuoto, bici e corsa).
Nel mese di aprile del 2011 si è classificata ottava al suo primo campionato italiano multidisciplinare, in occasione dell’assegnazione dei titoli maschile e femminile nel duathlon sprint.
Durante il biennio 2012-2013 ha vinto due titoli di duathlon classico, oltre a finire quarta ai campionati italiani di mezza maratona.

### 2014-2017: i due titoli nazionali assoluti in atletica
Ha vinto numerose medaglie durante il biennio 2014-2015, sia da atleta che come triatleta.
Ha partecipato ad entrambi i campionati italiani assoluti di corsa campestre, vincendo prima l’argento (‘14) e poi l’oro (‘15), primo titolo assoluto per lei nell’atletica leggera (esattamente dieci anni dopo la doppietta ottenuta nel 2005 da promessa). Inoltre partecipa agli Europei di corsa campestre (ritornando ad indossare la maglia della Nazionale seniores dopo l’esordio del 2007 nella Coppa Europa 10000 metri): in Francia a Hyères termina la gara individuale al 44º posto ed al 5º nella classifica a squadre.
Invece da triatleta, sempre nel biennio 2014-2015, vince entrambi i campionati italiani di duathlon sprint; giunge settima nel triathlon e 16ª nel triathlon sprint (‘14), diventa poi vicecampionessa assoluta di triathlon olimpico (‘15).
In ambito internazionale prende parte a diverse rassegne, sia di duathlon che di triathlon.
Nel 2014 termina settima all’European Powerman long distance and sprint duathlon svoltosi nei Paesi Bassi ad Horst; quinta classificata all’European Powerman duathlon junior and standard distance tenutosi a Weyer in Austria; nel triathlon poi conclude in ottava posizione all’European Challenge half distance triathlon di Paguera nell’isola spagnola di Maiorca e sesta nella European Cup sprint triathlon a Riga in Lettonia.
Sempre in ambito di Coppe continentali, vince diverse medaglie internazionali nel corso del 2015: argento in Spagna a Madrid nella European Cup triathlon, bronzo ad Holten nei Paesi Bassi nella European Cup Premium triathlon ed ancora bronzo nella World Cup triathlon tenutasi in Ungheria a Tiszaújváros; infine termina settima a Soči (Russia) nella European Cup triathlon.
Partecipa anche a numerosi campionati sia europei che mondiali di duathlon e triathlon.
Medaglia d’argento in tre rassegne continentali: all’European Powermana long distance and sprint duathlon (Horst, Paesi Bassi), all’European sprint and standard distance duathlon (Alcobendas, Spagna) ed all’European Challenge middle distance triathlon (Rimini, Italia).
Inoltre prende parte al World mixed relay triathlon sia di Ginevra, dove conclude anche in 19ª posizione nel triathlon, in Svizzera (5ª) che di Amburgo in Germania (12ª).
Nel febbraio del 2016 ha subito un brutto infortunio (frattura da stress al perone), ritornando lo stesso giorno, quattro mesi più tardi, il 26 giugno.
Dopo essersi ripresa ha vinto il bronzo nell'European Cup triathlon Premium di Karlovy Vary in Repubblica Ceca ed è stata quarta sia all'European Cup sprint triathlon di Rotterdam nei Paesi Bassi, che all'European Challenge middle distance triathlon a Walchsee in Austria; inoltre in Italia è giunta settima ai campionati italiani di triathlon.
Nel dicembre del 2016 ha partecipato agli Europei di corsa campestre svoltisi in Italia a Chia: col suo 45º posto, è stata la seconda miglior italiana seniores al traguardo dietro Valeria Roffino (22ª), terminando inoltre decima nella classifica a squadre.
Il 18 marzo ed il 2 aprile del 2017 vince entrambi i titoli italiani assoluti di duathlon, prima lo sprint a Riccione e poi il classico a Quinzano.
Il 13 maggio a Roma si è laureata campionessa italiana assoluta nei 10000 metri su pista.
Il 1º settembre ad Alberobello si è laureata campionessa italiana assoluta nei 10 km su strada.

### La qualificazione olimpica e la rinuncia ai Giochi
Nel 2019 a Nagoya grazie al tempo di 2h24'00" nella maratona ha raggiunto lo standard di qualificazione previsto per Tokyo 2020, guadagnando un posto ai Giochi olimpici. Nel giugno 2021 ha tuttavia rinunciato a partecipare alla manifestazione olimpica a causa delle sue condizioni fisiche.

### L'addio all'agonismo
Il 7 marzo 2022, attraverso i canali social, annuncia l'addio all'attività agonistica.

## Progressione

### Atletica leggera

#### 5000 metri piani
| Stagione | Tempo    | Luogo        | Data      | Rank. Mond. |
| -------- | -------- | ------------ | --------- | ----------- |
| 2016     | 16'25"85 | Cinisello    | 25-9-2016 |             |
| 2011     | 17'32"66 | Milano       | 21-9-2011 |             |
| 2006     | 16'34"68 | Celle Ligure | 8-6-2006  |             |
| 2005     | 16'44"45 | Grosseto     | 3-6-2005  |             |

#### 10000 metri piani
| Stagione | Tempo    | Luogo          | Data      | Rank. Mond. |
| -------- | -------- | -------------- | --------- | ----------- |
| 2017     | 33'11"98 | Roma           | 13-5-2017 |             |
| 2013     | 34'39"94 | Bovisio        | 28-4-2013 |             |
| 2007     | 34'37"06 | Ferrara        | 7-4-2007  |             |
| 2005     | 35'01"26 | Vigna di Valle | 22-5-2005 |             |

#### Mezza maratona
| Stagione | Tempo    | Luogo      | Data       | Rank. Mond. |
| -------- | -------- | ---------- | ---------- | ----------- |
| 2018     | 1h10'10" | Udine      | 23-9-2018  |             |
| 2017     | 1h10'38" | Lugano     | 21-5-2017  |             |
| 2015     | 1h13'25" | Verona     | 15-2-2015  |             |
| 2014     | 1h14'21" | Gravellona | 28-9-2014  |             |
| 2013     | 1h15'09" | Cremona    | 20-10-2013 |             |
| 2012     | 1h19'30" | Roma       | 26-2-2012  |             |
| 2009     | 1h20'14" | Pavia      | 11-10-2009 |             |
| 2007     | 1h12'54" | Osaka      | 28-1-2007  |             |

#### Maratona
| Stagione | Tempo    | Luogo    | Data      | Rank. Mond. |
| -------- | -------- | -------- | --------- | ----------- |
| 2019     | 2h24'00" | Nagoya   | 10-3-2019 |             |
| 2018     | 2h27'53" | Berlino  | 12-8-2018 |             |
| 2017     | 2h29'39" | New York | 5-11-2017 |             |

## Palmarès

### Atletica leggera
| Anno | Manifestazione                | Sede                   | Evento         | Risultato | Prestazione | Note                          |
| ---- | ----------------------------- | ---------------------- | -------------- | --------- | ----------- | ----------------------------- |
| 2002 | Mondiali di corsa in montagna | Innsbruck              | Corsa juniores | 17ª       |             | [ 10 ]                        |
| 2002 | Mondiali di corsa in montagna | Innsbruck              | A squadre      | 5ª        | 22 p.       | [ 11 ]                        |
| 2003 | Mondiali di corsa in montagna | Anchorage              | Corsa juniores | 22ª       |             | [ 12 ]                        |
| 2003 | Mondiali di corsa in montagna | Anchorage              | A squadre      | 7ª        | 27 p.       | [ 13 ]                        |
| 2006 | Europei di cross              | San Giorgio su Legnano | Corsa under 23 | 12ª       | 19'36"      | [ 14 ]                        |
| 2006 | Europei di cross              | San Giorgio su Legnano | A squadre      | Bronzo    | 96 p.       | [ 15 ]                        |
| 2015 | Europei di cross              | Hyères                 | Corsa seniores | 44ª       | 27'36"      | [ 16 ]                        |
| 2015 | Europei di cross              | Hyères                 | A squadre      | 5ª        | 118 p.      | [ 17 ]                        |
| 2016 | Europei di cross              | Chia                   | Corsa seniores | 45ª       | 27'13"      | [ 18 ]                        |
| 2016 | Europei di cross              | Chia                   | A squadre      | 10ª       | 162 p.      | [ 19 ]                        |
| 2018 | Giochi del Mediterraneo       | Tarragona              | Mezza maratona | Oro       | 1h13'48"    |                               |
| 2018 | Europei                       | Berlino                | Maratona       | 6ª        | 2h27'53"    | Miglior prestazione personale |
| 2019 | Mondiali                      | Doha                   | Maratona       | dnf       | dnf         |                               |

### Triathlon
| Anno | Manifestazione                                          | Sede             | Evento                  | Risultato | Prestazione | Note   |
| ---- | ------------------------------------------------------- | ---------------- | ----------------------- | --------- | ----------- | ------ |
| 2014 | European Powerman long distance and sprint duathlon     | Horst            | Duathlon                | 7ª        | 1h02'01"    | [ 20 ] |
| 2014 | European Powerman duathlon junior and standard distance | Weyer            | Duathlon                | 5ª        | 2h12'23"    | [ 21 ] |
| 2014 | European Challenge half distance triathlon              | Paguera, Maiorca | Triathlon               | 8ª        | 4h50'35"    | [ 22 ] |
| 2015 | European Powerman long distance and sprint duathlon     | Horst            | Duathlon                | Argento   | 2h47'30"    | [ 23 ] |
| 2015 | European sprint and standard distance duathlon          | Alcobendas       | Duathlon                | Argento   | 2h06'38"    | [ 24 ] |
| 2015 | European Challenge middle distance triathlon            | Rimini           | Triathlon               | Argento   | 4h46'39"    | [ 25 ] |
| 2015 | World mixed relay triathlon                             | Ginevra          | 4xMixed relay triathlon | 5ª        | 23'29"      | [ 26 ] |
| 2015 | European triathlon                                      | Ginevra          | Triathlon               | 19ª       | 2h12'49"    | [ 27 ] |
| 2015 | World mixed relay triathlon                             | Amburgo          | 4xMixed relay triathlon | 12ª       | 22'10"      | [ 28 ] |
| 2016 | European Challenge middle distance triathlon            | Walchsee         | Triathlon               | 4ª        | 4h23'41"    | [ 29 ] |

## Campionati nazionali

### Atletica leggera
- 1 volta campionessa assoluta dei 10000 metri piani (2017)
- 1 volta campionessa assoluta di corsa campestre (2015)
- 1 volta campionessa promesse dei 10000 m piani (2005)
- 1 volta campionessa promesse di corsa campestre (2005)
- 2 volte campionessa juniores di corsa in montagna (2002, 2003)

2002
- Oro ai campionati italiani di corsa in montagna (Grosseto), (juniores)[30]

2003
- Oro ai campionati italiani di corsa in montagna (Sauze d'Oulx), (juniores)[30]

2004
- 4ª ai campionati nazionali universitari (Camerino), 3000 m - 10'14"40[31]

2005
- 9ª ai campionati italiani di corsa campestre (Villa Lagarina), 4 km - 14'42" (assolute)[32]
- Oro ai campionati italiani di corsa campestre (Villa Lagarina), 4 km - 14'42" (promesse)[33]
- 5ª ai campionati italiani dei 10000 metri (Vigna di Valle) - 35'01"26 (assolute)[34]
- Oro ai campionati italiani dei 10000 metri (Vigna di Valle) - 35'01"26 (promesse)[34]
- Bronzo ai campionati italiani juniores e promesse (Grosseto), 5000 m piani - 16'44"45[35]
- 9ª ai campionati italiani juniores e promesse (Grosseto), 1500 m piani - 4'41"40[36]

2006
- Bronzo ai campionati italiani juniores e promesse (Rieti), 5000 m piani - 16'41"62[37]

2007
- 6ª ai campionati italiani assoluti indoor (Ancona), 3000 m piani - 9'25"14[38]
- 4ª ai campionati italiani di corsa campestre (Villa Lagarina), 7,810 km - 27'31 (assolute)[39]

2013
- 4ª ai campionati italiani di mezza maratona (Cremona) - 1h15'09" (assolute)[40]

2014
- Argento ai campionati italiani di corsa campestre (Nove-Marostica), 8 km - 28'33" (assolute)[41]

2015
- Oro ai campionati italiani di corsa campestre (Fiuggi), 8 km - 27'59" (assolute)[42]

2017
- Oro ai campionati italiani assoluti e promesse dei 10000 metri (Roma) - 33'11"98[43]

2018
- Argento ai campionati italiani di maratonina - 1h12"53
- Oro ai campionati italiani di 10 km su strada - 33'47"

### Triathlon
- 3 volte campionessa assoluta nel duathlon classico (2012, 2013, 2017)
- 3 volte campionessa assoluta nel duathlon sprint (2014, 2015, 2017)

2011
- 8ª ai campionati italiani assoluti di duathlon sprint (San Maurizio d'Opaglio), duathlon sprint - 1h03'38"[44]

2012
- Oro ai campionati italiani assoluti di duathlon classico (Norcia), duathlon classico - 2h10'25"[45]

2013
- Oro ai campionati italiani assoluti di duathlon classico (Seclì), duathlon classico - 2h05'03"[46]

2014
- Oro ai campionati italiani assoluti di duathlon sprint (Romano di Lombardia), duathlon sprint - 57'19"[47]
- 7ª ai campionati italiani assoluti di triathlon (Sapri), triathlon - 2h01'57"[48]
- 16ª ai campionati italiani assoluti di triathlon sprint (Riccione), triathlon sprint - 1h10'01"[49]

2015
- Oro ai campionati italiani assoluti di duathlon sprint (Torino), duathlon sprint - 58'04"[50]
- Argento al campionato italiano assoluto triathlon olimpico (Farra d'Alpago), triathlon olimpico - 2h12'41"[51]

2016
- 7ª ai campionati italiani assoluti di triathlon (Caorle), triathlon - 2h08'00"[52]

2017
- Oro ai campionati italiani assoluti di duathlon sprint (Riccione)[53]
- Oro ai campionati italiani assoluti di duathlon classico (Quinzano)[54]

## Altre competizioni internazionali

### Atletica leggera
2006
- 4ª alla Mezza maratona di Pavia ( Pavia) - 1h14'46"
- 5ª alla Corrida di San Lorenzo ( Zogno), 5 km - 17'18"
- Bronzo alla Scalata della Maddalena ( Muratello di Nave) - 37'30"

2007
- 13ª nella Coppa Europa dei 10000 metri, ( Ferrara), 10000 m piani - 34'37"06[55]
- Argento nella Coppa Europa dei 10000 metri, ( Ferrara), a squadre - 1:39'40"51[56]
- Bronzo alla Mezza maratona di Osaka ( Osaka) - 1h12'54"
- 7ª alla Cinque Mulini ( San Vittore Olona) - 18'26"
- 4ª al Cross della Vallagarina ( Villa Lagarina) - 27'31"
- 6ª al Cross del Tevere ( Roma) - 20'58"

2009
- Oro alla Mezza maratona di Pavia ( Pavia) - 1h20'14"

2010
- Oro alla Mezza maratona di Pavia ( Pavia) - 1h19'39"

2012
- 24ª alla Roma-Ostia ( Roma) - 1h19'30"

2013
- 6ª alla Mezza maratona di Cremona ( Cremona) - 1h15'09"
- 6ª alla Asics Run ( Cuneo), 6 km - 19'55"

2014
- Argento alla Mezza maratona di Gravellona Toce ( Gravellona Toce) - 1h14'21"
- Oro alla Mezza maratona di Padenghe sul Garda ( Padenghe sul Garda) - 1h16'15"
- Argento alla Mezza maratona Internazionale delle Due Perle ( Santa Margherita Ligure) - 1h16'52"
- Bronzo alla Asics Run ( Cuneo), 6 km - 20'02"
- 6ª alla Cinque Mulini ( San Vittore Olona) - 23'16"

2015
- Oro alla Giulietta&Romeo Half Marathon ( Verona) - 1h13'25"
- Oro alla Mezza maratona di Monteforte d'Alpone ( Monteforte d'Alpone) - 1h19'32"
- 4ª alla Corrida di San Geminiano ( Modena), 13,3 km - 46'11"
- Argento alla Kenya Expo Run ( Rho) - 14'03"
- Oro alla Asics Run ( Cuneo), 6 km - 19'19"
- 8ª al Campaccio ( San Giorgio su Legnano) - 20'36"

2016
- Oro al 10000 Città di Romano ( Romano di Lombardia) - 33'35"
- Oro alla RunPar ( Parre), 5 km - 16'38"
- Oro alla Corrida di San Lorenzo ( Zogno), 4 km - 13'25"
- 10ª al Campaccio ( San Giorgio su Legnano) - 20'23"
- 4ª al Cross della Vallagarina ( Villa Lagarina) - 22'18"
- Oro al Carsolina Cross ( Trieste)

2017
- 6ª alla Maratona di New York ( New York) - 2h29'39"
- Oro alla 30 di Parma ( Parma), 30 km - 1h54'23"
- Oro alla Formula 30 ( Monza), 30 km - 1h55'01"
- Argento alla Stralugano ( Lugano) - 1h10'41"
- Oro alla Mezza maratona di Genova ( Genova) - 1h11'54"
- Oro alla Mezza maratona di Sondrio ( Sondrio) - 1h13'23"
- Oro alla Mezza maratona di Vinovo ( Vinovo) - 1h14'58"
- Oro alla Biella/Oropa ( Santuario di Oropa), 12,2 km - 54'21"
- 9ª alla NYRR New York Mini ( New York) - 33'24"
- Argento alla We Run Roma ( Roma) - 33'28"
- Oro alla Montanara Running ( Parma) - 34'00"
- Oro alla Corritreviso ( Treviso), 9,9 km - 33'05"
- Oro alla In Giro per Somma ( Somma Lombardo), 5 km - 16'36"
- Oro alla Corsa degli Asnitt ( Quinzano d'Oglio), 5 km - 17'13"
- Oro alla Castelletto Night Run ( Castelletto sopra Ticino), 5 km - 17'39"
- Oro alla RunPar ( Parre), 5 km - 17'40"
- Argento alla Corrida di San Lorenzo ( Zogno), 4 km - 13'32"
- Argento alla CorrInCentro ( Clusone), 4 km - 12'47"
- 7ª al Campaccio ( San Giorgio su Legnano) - 20'33"
- Oro al Cross della Vallagarina ( Villa Lagarina) - 20'24"

2018
- Argento in Coppa Europa di maratona ( Berlino), maratona - 7h32'46"
- Oro alla Mezza maratona di Udine ( Udine) - 1h10'10"
- 5ª alla Mezza maratona di Foligno ( Foligno) - 1h12'53"
- 7ª alla BOclassic ( Bolzano), 5 km - 16'43"

2019
- 7ª alla Nagoya Women's Marathon ( Nagoya) - 2h24'00"
- 9ª alla Great North Run ( Newcastle upon Tyne) - 1h10'28"
- Argento alla Mezza maratona di Padova ( Padova) - 1h10'56"
- Oro alla Mezza maratona di Treviglio ( Treviglio) - 1h11'09"
- Oro alla Maratonina della Città Murata ( Cittadella) - 1h11'36"
- Oro alla Milano21 Half Marathon ( Milano) - 1h11'40"
- 7ª alla Mezza maratona di Madrid ( Madrid) - 1h13'20"
- 6ª alla Great Manchester Run ( Manchester) - 33'15"
- Argento alla T-Fast 10K ( Torino) - 32'19"
- Oro al Trofeo Città di Telesia ( Telese Terme) - 33'06"
- 4º alla 5 km Herculis ( Monaco), 5 km - 16'04"
- 5ª al 62º cross del Campaccio ( San Giorgio su Legnano) - 20'24"

2021
- Oro alla mezza maratona di Brescia ( Brescia) - 1h16'03"

### Triathlon
2014
- 6ª nella European Cup sprint triathlon, ( Riga), triathlon sprint - 1h01'59"[57]

2015
- Argento nella European Cup triathlon, ( Madrid), triathlon - 2h10'33"[58]
- Bronzo nella European Cup Premium triathlon, ( Holten), triathlon - 1h02'05"[59]
- Bronzo nella World Cup triathlon, ( Tiszaújváros), triathlon - 1h00'56"[60]
- 7ª nella European Cup triathlon, ( Soči), triathlon - 2h02'24"[61]

2016
- Bronzo nella European Cup Premium triathlon, ( Karlovy Vary), triathlon premium - 2h07'27"[62]
- 4ª nella European Cup sprint triathlon, ( Rotterdam), triathlon sprint - 1h02'15"[63]